# Madonna z Dzieciątkiem i święta Katarzyna Aleksandryjska (obraz Lucasa Cranacha starszego)
Madonna z Dzieciątkiem i święta Katarzyna Aleksandryjska – gotycko-renesansowy obraz ukazujący Marię z małym Chrystusem oraz świętą Katarzynę Aleksandryjską.
Namalowany został w latach 1518–1520, przez Lucasa Cranacha starszego lub jego uczniów działających w pracowni mistrza. Zakupiony został w roku 1911 przez księdza Jana Wiśniewskiego z Radomia, znanego jako założyciel regionalnego muzeum. Od 1936 w zbiorach Muzeum Diecezjalnego w Sandomierzu, którego siedzibą jest dawny Dom Długosza.

## Opis obrazu
Tytułowe postacie ukazane są na tle górzystego krajobrazu. Pośrodku siedzi Maria ujęta do kolan, ukazana jako młoda kobieta, o krągłej, pulchnej twarzy, długich lokowanych włosach, delikatnie zaznaczonych łukach brwiowych, drobnych oczach i ustach. Na jej twarzy rysuje się lekki uśmiech. Odziana jest w czerwoną suknię i zielonkawy płaszcz okrywający lewę ramię i kolana. Na włosach widoczna jest ciemna opaska. Nagie, pulchne Dzieciątko siedzi na prawym kolanie, jest oburącz podtrzymywane przez Marię. Oczy, nos, usta są delikatnie malowane. W podobnej konwencji został namalowany aniołek, przytulający się do lewego ramienia Marii kierując wzrok ku Jezusowi, natomiast Dzieciątko spogląda jednocześnie w stronę świętej Katarzyny oraz symbolizujący Eucharystię kiść winogron przyjmując go z jej rąk. Podpierająca się lekko o zębate koło święta Katarzyna ma pochyloną głowę, na jej twarzy widać nastrój refleksji. Kolor, układ włosów, opaska na nich oraz uroda i delikatne rysy twarzy są podobne do Marii. Męczennica jest także odziana w czerwone szaty, przy czym w tych tonacjach utrzymany jest płaszcz okrywający ciemnogranatową suknię. Na drugim planie wyłaniają się fragmentarycznie dwa drzewa (brzoza i dąb). W głębi wznoszą się namalowane w brązowych odcieniach dwa skaliste wzgórza, częściowo pokryte roślinnością. Turkusowy firmament nieba jest częściowo przysłonięty gęstymi szarymi chmurami. W lewym narożu wyłania się fragment łuku tęczy, będącej symbolem przymierza z Bogiem.
Madonna z Dzieciątkiem i święta Katarzyna Aleksandryjska jest obrazem łączącym nastrój refleksji z idylliczną radością. Trzymane w dłoniach Dzieciątka i świętej Katarzyny winogrona są aluzją do zbawczej męki i śmierci krzyżowej oraz męczeństwa za głoszenie Słowa Bożego. Emanujący na twarzach młodych postaci uśmiech, kolorystyka oraz sceneria krajobrazowa przywołują radość życia wiecznego w Bożym Królestwie. Pod tym względem dzieło z Sandomierza wpisuje się poczet licznych dzieł malarstwa tablicowego, gdzie styka się długa tradycja gotyku z upowszechnioną we włoskim renesansie percepcją rzeczywistości. Ta stylistyczna synteza była praktykowana wielokrotnie w twórczości Lucasa Cranacha Starszego oraz współpracowników działających w jego atelier. W sięgającej 1937 roku historii badań nad obrazem wyróżniają się dwie hipotezy, w których sandomierski obraz uważany jest za pracę warsztatu lub za osobiste dzieło Lucasa Cranacha Starszego, który wielokrotnie (zwłaszcza we wczesnej twórczości) podejmował temat Madonny z Dzieciątkiem w obecności świętych (m.in. obrazy z kolekcji Birnbauna w Amsterdamie i Ottomara Straussa w Kolonii nad Renem).